# Yttertjärnen (Ströms socken, Jämtland)
Yttertjärnen är en sjö i Strömsunds kommun i Jämtland och ingår i Ångermanälvens huvudavrinningsområde.